# David Cherbonnet
David Cherbonnet (né le 12 juin 1993 à Saint-Brieuc) est un coureur cycliste français.

## Biographie

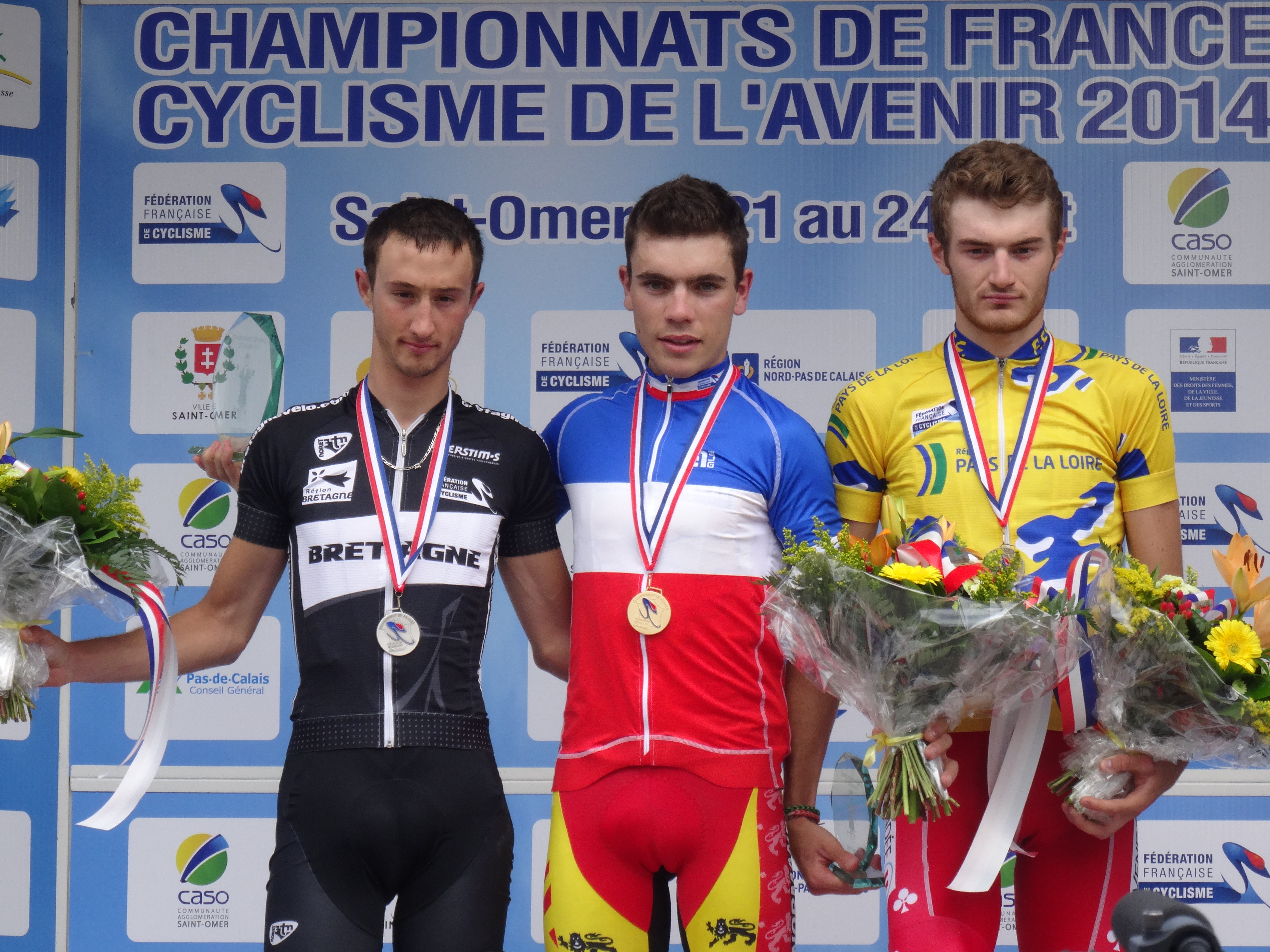
David Cherbonnet (2e), Jérémy Leveau (1er) et Guillaume Thévenot (3e) lors des championnats de France espoirs sur route 2014.

En avril 2014, David Cherbonnet devient champion de France universitaire,.
En 2015, il devient coureur professionnel au sein de l'équipe continentale Armée de Terre. Ses débuts parmi les professionnels sont perturbés par plusieurs chutes. La première intervient lors de sa première course, l'Étoile de Bessèges, en février. Il parvient néanmoins à prendre la septième place du Trophée de l'Essor à la fin du mois, tout en aidant son coéquipier Jordan Levasseur à s'imposer. Une semaine plus tard, il tombe à nouveau, lors de la Classic Sud Ardèche. Malgré des douleurs au dos et aux cervicales, il court plusieurs compétitions dans les semaines qui suivent, en terminant loin des premiers. Une troisième chute fin mai au Tour de Bretagne le contraint cette fois à se reposer et le prive de compétition pendant plusieurs mois. Il fait du championnat de France espoirs, qui a lieu en août, son principal objectif pour la suite de la saison.
Pour la saison 2016, il fait son retour au niveau amateur en rejoignant l'UC Nantes Atlantique dans l'optique de repasser rapidement chez les professionnels.

## Palmarès
- 2011
  - Ronde du Printemps
  - 2ea étape de Liège-La Gleize (contre-la-montre par équipes)
  - 3e de la Ronde des vallées
- 2013
  - Maillot des Jeunes - Glos-sur-Risle
  - Plaintel-Plaintel
  - Boucles Nationales du Printemps :
    - Classement général
    - 1re étape

  - Ronde finistérienne - Pont-de-Buis
  - Ronde du Pays de Dinan
  - 2e du Grand Prix de la Pentecôte
- 2014
  -  Champion de France universitaire sur route
  -  Champion de Bretagne universitaire sur route
  - Ronde finistérienne - Pencran
  - 2e de Redon-Redon
  - 2e du Grand Prix de la Pentecôte
  - 2e du Tour du Pays du Roumois
  - 2e du championnat de France sur route espoirs